# دهستان حومه (میرجاوه)
دهستان حومه، یکی از دهستان‌های بخش مرکزی شهرستان میرجاوه در استان سیستان و بلوچستان ایران است. مرکز این دهستان، شهرک میل ۷۲ است.

## جمعیت
بر پایه سرشماری عمومی نفوس و مسکن در سال ۱۳۹۵، جمعیت دهستان حومه برابر با ۵۷۱ نفر بوده‌است.